# Burg Sayda
Die Burg Sayda war eine mittelalterliche Wehranlage im gleichnamigen Ort Sayda im Erzgebirge. Die Anlage diente dem Straßenschutz der vorüberführenden Alten Salzstraße von Halle nach Prag.

## Geschichte

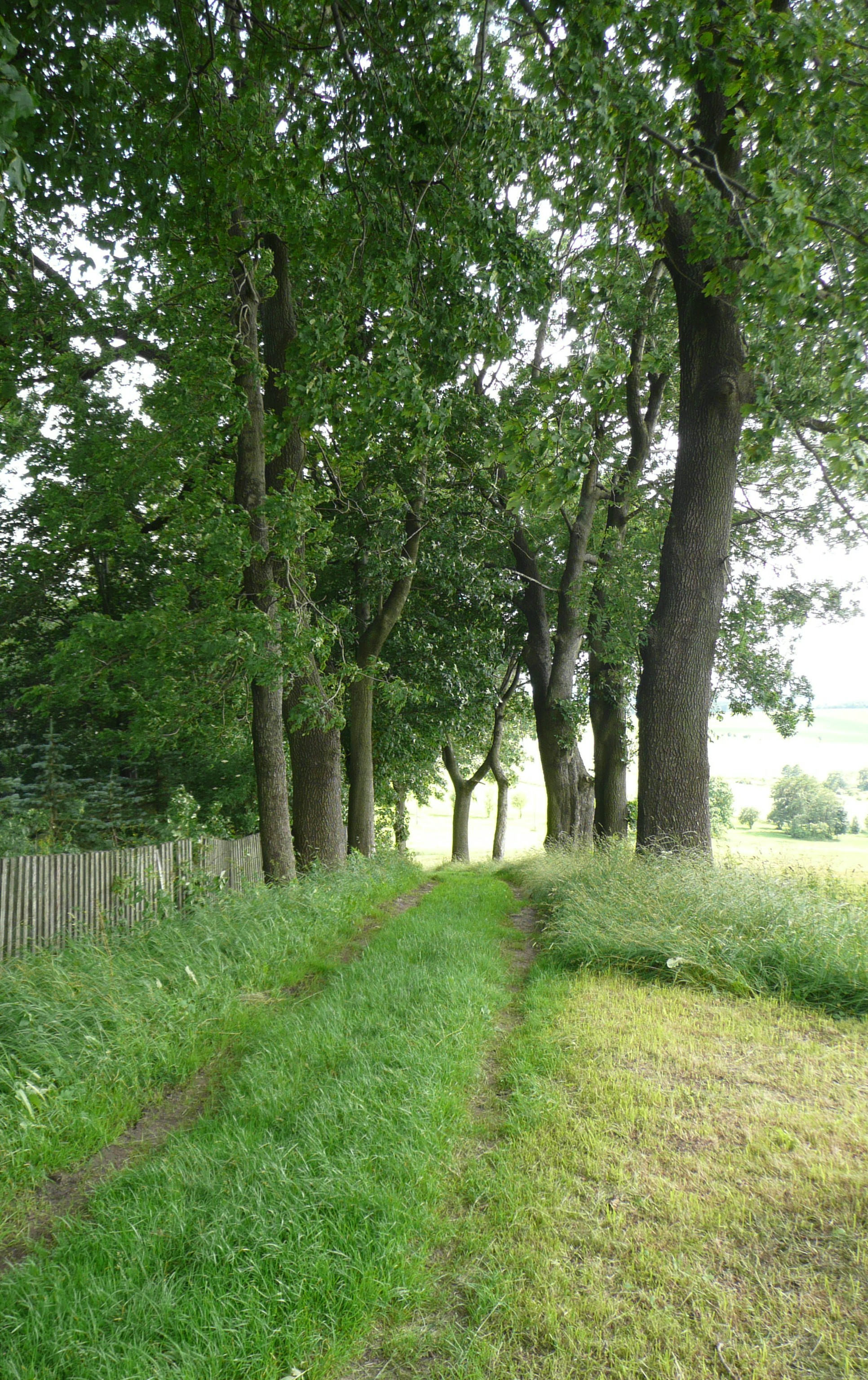
„Am Plan“ in Sayda. Auf diesem Teilstück wurde der Erdwall zu einem Feldweg eingeebnet.

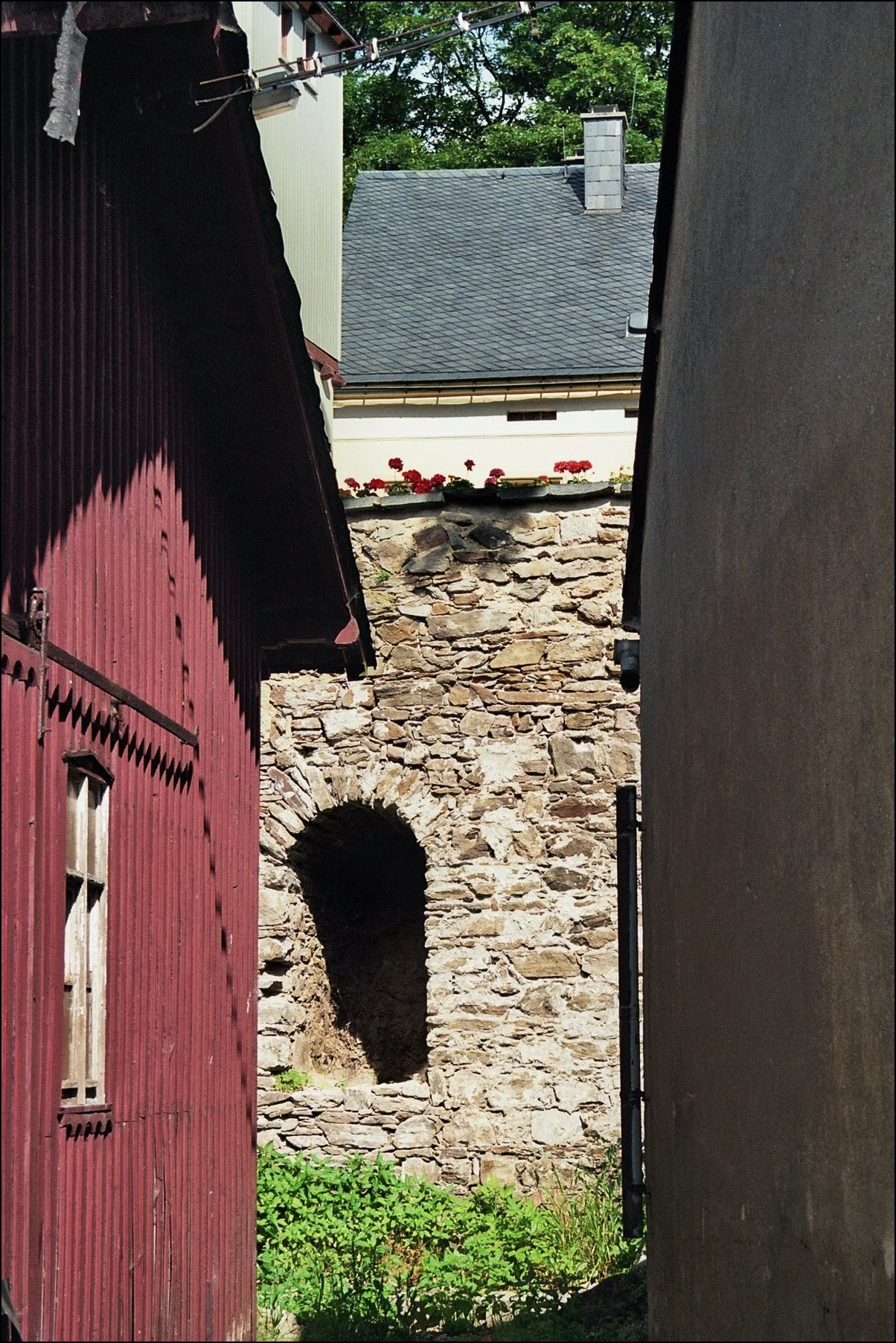
Vermutliche Reste der alten Stadtmauer unmittelbar am ehemaligen Schloss

Die Anlage wird 1236 als Herrensitz Heinricus de Siden und 1289 als Castrum et civitas Seydowe urkundlich erwähnt. Entstanden ist sie möglicherweise Ende des 12. Jahrhunderts, als die Besiedelung auch die Hochlagen des Erzgebirges erreichte. Sie lag auf einem nach Osten gerichteten, spornartigen Ausläufer eines Berges. Sie kann damit zu den Spornburgen gezählt werden. Die Anlage hatte eine Ausdehnung von 50 mal 40 Metern.
Um etwa 1200 gehörte Sayda zum Herrschaftsbereich der Hrabischitzer. Im 12. Jahrhundert gründeten diese während der ersten Silberfunde im Erzgebirge das Kloster Osek, in das sie Zisterziensermönche beriefen. Die Hrabischitzer waren seit 1307 dessen Markgrafslehnherren. 1350 wurde den Brüdern Boresch V. und Slauko V. von Riesenburg das Lehen an den Burgen Rechenberg, Sayda und Purschenstein übertragen. Bereits zwei Jahre später verkauften sie jedoch die sächsischen Güter an die Herren von Schönberg und verzichteten damit auf diese Ländereien.
Ab 1352 bis zur Reformation bzw. dem Dreißigjährigen Krieg hatte die Adelsfamilie von Schönberg hier ihren Wohnsitz. Später siedelte diese auf Burg Purschenstein. Ein erhalten gebliebenes Relief auf einem Epitaph in der Saydaer Kirche zeigt die Burg mit dem eigentlichen Wohngebäude, einem großen runden Turm (vermutlich der Bergfried), einen kleineren sechseckigen Turm und die 1448 errichtete Michaeliskapelle. Die Burganlage war mit einer Mauer umgeben, die mit Gusslöchern oder Pechnasen versehen war. Ab etwa 1539 war die Saydaer Burg kaum noch bewohnt und die Michaeliskapelle verfiel. 1584 wurde auf deren Grundmauern ein Vorwerk errichtet. Während des Dreißigjährigen Krieges, am 7. Oktober 1634, wurde die Stadt Sayda und mit ihr die Burg völlig zerstört. Die beiden Türme blieben noch bis in das 19. Jahrhundert erhalten, wurden dann aber abgetragen. 1877 brannte dann auch das Vorwerk ab, wurde nochmal aufgebaut und ist heute ein denkmalgeschütztes Wohnhaus. Das Areal der Wehranlage ist durch Überbauung heute völlig verändert.

## Stadtbefestigung Sayda
Spätestens im 14. Jahrhundert hat sich Sayda mit einer Stadtbefestigung umgeben. Mit dem Erlangen des Befestigungsrechtes bot Sayda durchziehenden Händlern mehr Schutz für ihre Waren und gewann somit weiter an Bedeutung.
Die Befestigung war ein Erdwall mit einer Breite von sechs bis acht und eine Höhe von drei Metern, im Nordwesten von bis zu vier Metern. Sonst ist ein doppelter Wall mit unterschiedlichen Breiten und Höhen erkennbar. Dieses Befestigungssystem steht seit 1972 unter Denkmalschutz.
Anderen Berichten zufolge soll zudem eine Mauer aus Stein und Lehm bestanden haben. Die Stadt konnte nur durch vier Stadttore betreten werden: das Freiberger und das Böhmische Tor, an der Handelsstraße gelegen, das Wassertor und eine Pforte im Nordosten. Das Freiberger Tor wurde 1809 abgetragen und das Böhmische 1827. Die Mauer musste mit Vergrößerung der Stadt und dem Wiederaufbau nach zahlreichen Stadtbränden nach und nach weichen.
Heute kann noch ein fast ringförmiges System aus Erdwällen rund um Sayda besichtigt werden.